# Ханзади, Хоссейн
Хоссейн Ханзади (перс. حسین خانزادی‎) — иранский военачальник, контр-адмирал.
С августа 2017 по август 2021 года — командующий Военно-морскими силами Иранской армии.